# Fundația Aspera
Fundatia Aspera din Boston, Massachusetts, Statele Unite ale Americii a luat ființă în luna iunie a anului 2000 și este o organizație neguvernamentală, non-profit, aprobată de statul Massachusetts conform legii fiscale americane, sectiunea 501(c) (3) din 1986.

## Misiune
1. Promovarea cunoașterii traditiilor, culturii și istoriei romanesti în Statele Unite
2. Încurajarea dezvoltării unor rezultate de vârf în știinta, tehnica și cultura română, prin facilitarea participării cercetătorilor și studenților cu rezultate excepționale în domeniile lor de specialitate la conferințe, schimburi culturale și stiințifice, și alte forme de schimburi de experiență.
3. Încurajarea și sprijinirea studenților, artiștilor și cercetătorilor tineri originari din România în desăvârșirea educației și carierei lor profesionale.

Unul dintre proiectele cele mai reprezentative ale fundației este Memoria.Ro